# Cinque poveri in automobile
Cinque poveri in automobile è un film del 1952 diretto da Mario Mattoli.
Film comico italiano con Aldo Fabrizi, Eduardo De Filippo, Titina De Filippo e Walter Chiari.

## Trama
A Roma, quattro amici accomunati dalle ristrettezze finanziarie comprano in comune un biglietto della lotteria e vincono un'automobile di lusso: dato che la vettura, costosa e dagli alti consumi, non servirebbe a nessuno di loro, decidono di rivenderla allo stesso concessionario da cui la ritirano, incassando il denaro; prima però si mettono d'accordo per usarla ognuno per un giorno, per il gusto di togliersi delle soddisfazioni. Il film quindi, malgrado l'unità narrativa di fondo, si sviluppa praticamente in quattro episodi ben distinti, ognuno dei quali sorretto da uno dei quattro attori principali.
Mariù Palombella, attrice di mezza età, aveva conosciuto il successo in gioventù ma ormai è ridotta a sbarcare il lunario facendo saltuariamente la comparsa a Cinecittà. Frequenta poco la figlia sposata, in quanto ha la sensazione che il genero non la apprezzi per le sue eccentricità, le sue precarie condizioni economiche e la sua propensione a qualche bicchierino di liquore di troppo. Il primo giorno la fuoriserie spetta a lei e ne approfitta per presentarsi a casa della figlia con un vestito elegante, raccontando di essere stata scritturata per fare dei film in America. A mano a mano l'iniziale freddezza si scioglie, grazie anche alla presenza della nipotina che vede la nonna per la prima volta, e, benché credano poco alla storia dell'America, figlia e genero congedano Mariù facendole promettere di tornare.
Cesare Baroni è un vetturino messo in crisi dalla concorrenza ormai generalizzata dei tassisti negli spostamenti urbani. Quando l'automobile spetta a lui, tenta maldestramente di fare uno scherzo a un suo collega, danneggiandogli la carrozzella. Per riparare al danno, Cesare si vede costretto a far proseguire il tragitto in macchina ai due passeggeri della carrozzella. Questi, amanti clandestini, gradirebbero soprattutto restare inosservati, ma finiscono per essere scoperti dal marito di lei, e Cesare, dopo aver pagato un gran numero di multe, rimane senza benzina ed è costretto a far trainare la fuoriserie dalla sua vecchia cavalla.
Eduardo Moschettone si è trasferito a Roma molti anni prima dalla sua Rocca Priora per fare fortuna, ma poi si è ridotto a fare lo spazzino. Con la fuoriserie intende tornare al paese per suscitare l'invidia dei suoi compaesani, e soprattutto per umiliare Catiello, il suo antico rivale in amore. In realtà a Rocca Priora nessuno lo ricorda e la sua visita passa del tutto inosservata; solo casualmente Eduardo incontra Catiello, ridotto all'elemosina e da tempo abbandonato dalla donna che era stata motivo della contesa. Eduardo, impietosito per le condizioni del rivale, rinuncia al suo proposito di presentarsi come un signore benestante e racconta a Catiello di essere l'autista alle dipendenze del padrone della fuoriserie.
Paolo è un facchino d'albergo, innamorato di Gina, cameriera ai piani, e tenta immediatamente di usare l'automobile per fare colpo su di lei, ma la ragazza rifiuta di credere che Paolo sia il proprietario della macchina e per farlo ingelosire accetta di uscire con un altro uomo. Paolo si trova ad accogliere in auto una viziata signora ospite dell'albergo, che, ritenendolo ricco, insiste per passare una serata divertente con lui, facendosi portare in un ristorante carissimo. Paolo, dopo aver girato qua e là con la donna, finisce a notte alta davanti a una casa di cui vuol far intendere di essere il proprietario, quando si fa avanti un maggiordomo e accoglie lui e la sua compagna di viaggio come se si trattasse del padrone. La villa è in realtà proprietà di un'anziana contessa che per filantropia intende temporaneamente metterla a disposizione del giovane; questo però chiarisce di essere innamorato solo di Gina, capitata lì nel frattempo. L'antipatica signora dell'albergo viene scacciata e la contessa saluta i due giovani regalando loro un pieno di benzina.
Il quinto giorno i quattro sono di nuovo riuniti per riconsegnare l'automobile al concessionario e ricavarne i soldi della vendita, quando un passante viene investito e minaccia di sporgere denuncia. Questo in realtà è un altro poveraccio che per sopravvivere si procura degli incidenti per essere risarcito. I quattro provano simpatia per l'uomo, e per scongiurare la possibile denuncia gli offrono un'ultima passeggiata in macchina e una parte del ricavato della vendita.